# Jerevan
För andra betydelser, se Jerevan (olika betydelser).

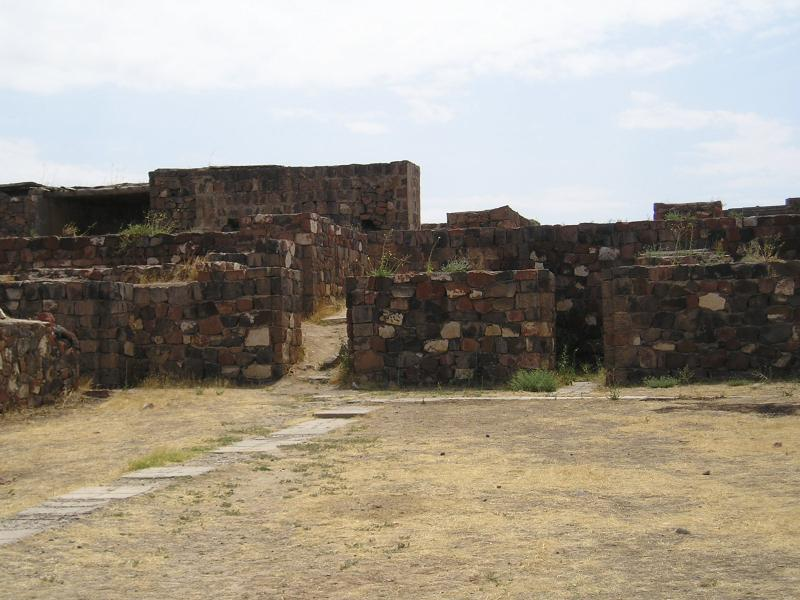
Ruiner av Erebunifästningen

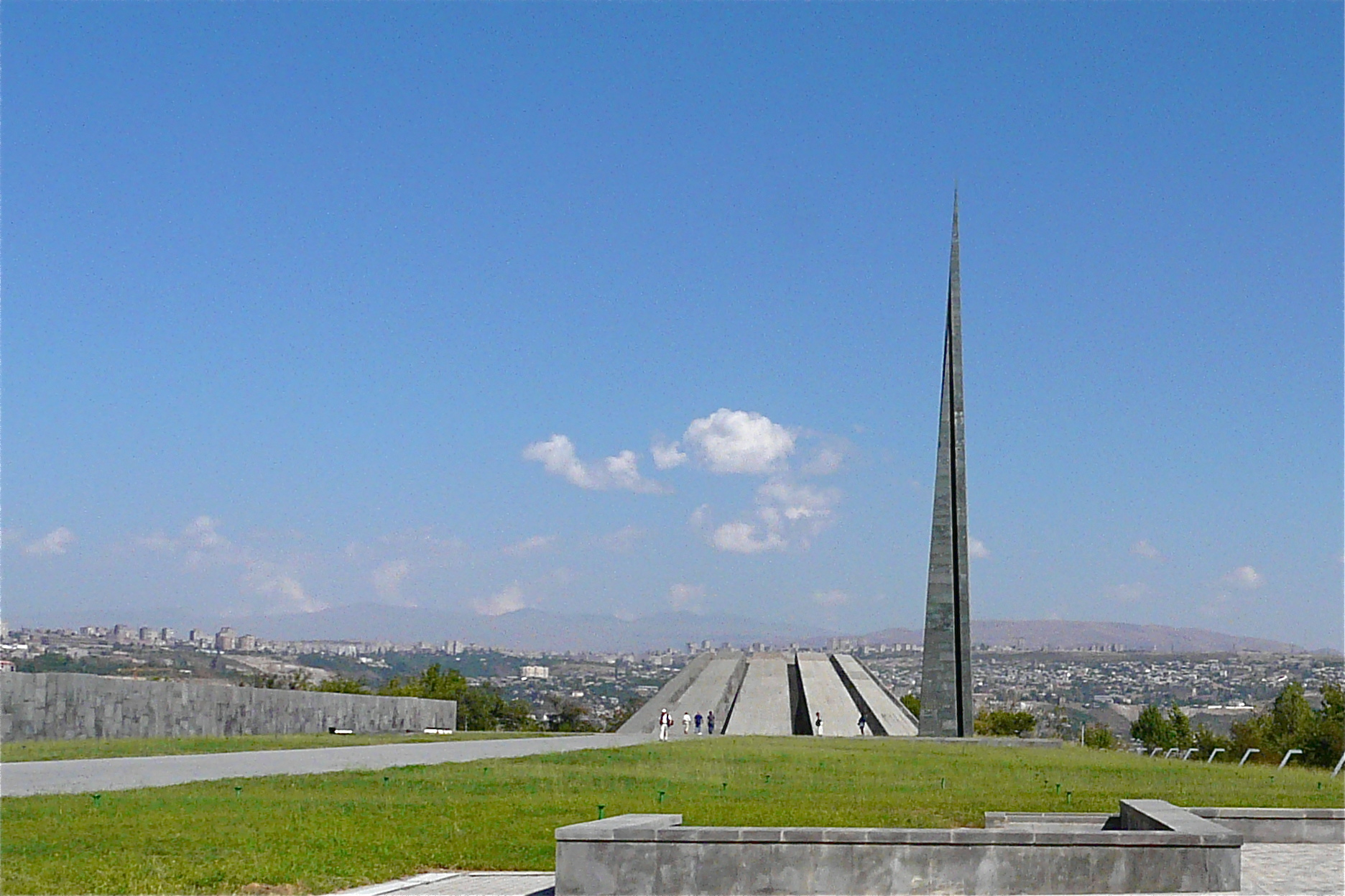
Tsitsernakaberd

Jerevan (armeniska: Երեւան eller Երևան), är Armeniens huvudstad och en egen administrativ enhet på samma nivå som landets provinser. Staden hade  1 106 300 invånare 2024.

## Etymologi

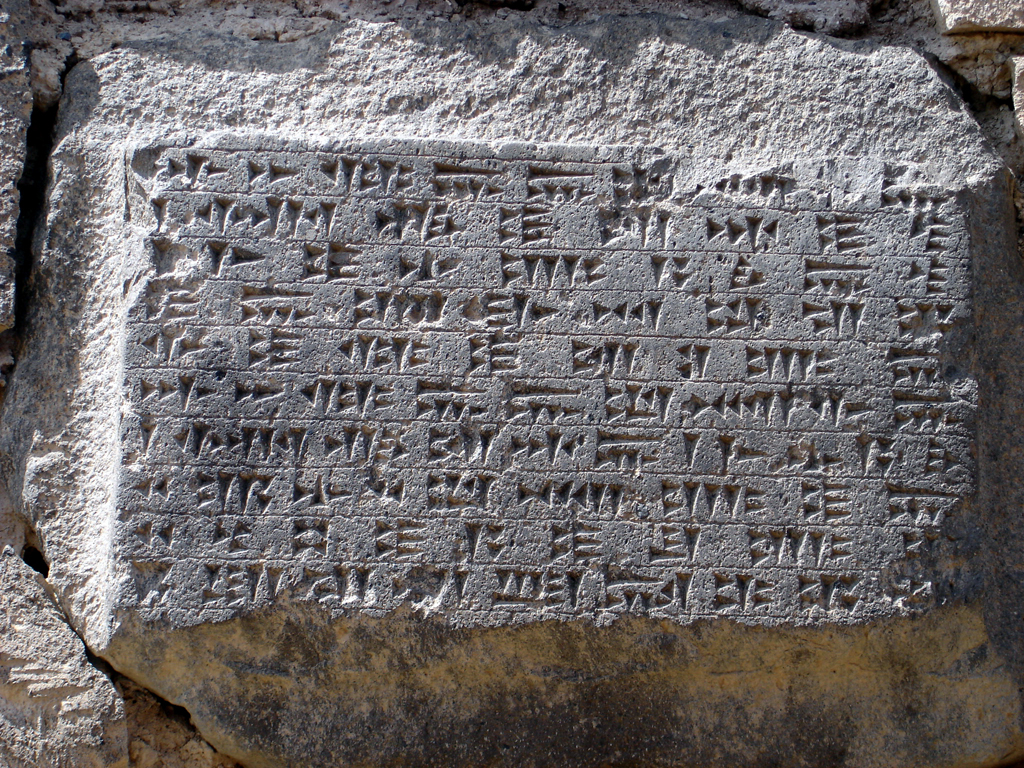
Jerevans grundsten vid Erebunifästningen. Kilskriftsinskription av kung Argishti I på en basaltsten om grundläggningen av staden år 782 f.Kr.

Jerevan kan ha fått sitt namn efter den armeniske kungen Jerevand IV. Det är också möjligt att namnet kommer från Erebunifästningen, som grundlades av Argishti I år 782 f.Kr. i sydöstra delen av dagens Jerevan. Med tiden utvecklades namnet till Jerevan (Erebuni – Erevani – Erevan – Jerevan).
Forskaren Margarit Israelyan redogör för dessa ljudskridningar när hon jämför inskriptioner i kilskrift på två stentavlor från Erebuni.

## Historik
År 782 f.Kr. uppfördes Erebunifästningen av den urartuiske kungen Argisjti I och staden blev huvudstad i kungadömet Urartu, som låg vid den viktiga handelsvägen, sedermera benämnd Sidenvägen, mellan Europa och Asien. Jerevan anses vara en av de äldsta existerande kontinuerligt bebodda städerna i världen. Under dess långvariga historia och på grund av dess strategiska position, Armeniens uppdelning mellan stormakter och dessas erövringar, har Jerevan erövrats och kontrollerats av perser, araber och turkar, innan Ryssland 1828 annekterade staden, vilken sedermera blev huvudort i guvernementet Erivan. Efter Oktoberrevolutionen i Ryssland 1917 var Jerevan huvudstad i den så kallade Första armeniska republiken, vilken existerade enbart i tre år (1918–1920). Efter Röda arméns intåg 1920 blev Jerevan huvudstad i Armeniska SSR och en del av Sovjetunionen fram till 1991. Vid Sovjetunionens upplösning 1991 blev Jerevan huvudstad i det självständiga Armenien.

### Erebuni
Huvudartikel: Erebunifästningen 

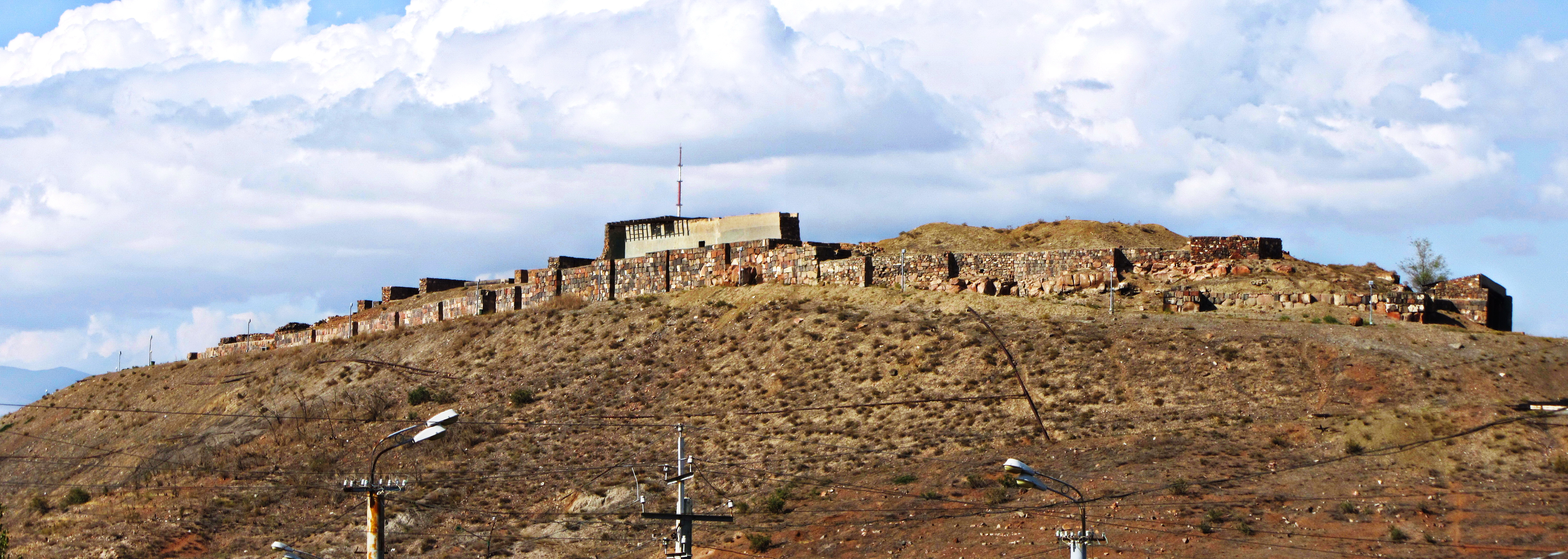
Erebunifästningen, grundad av kung Argisjti I 782 f.Kr.

Kungariket Urartu bildades under 800-talet f.Kr. i Vansjöns bäcken på det armeniska höglandet och i detta ingick också området där dagens Jerevan ligger. Kung Arame grundade detta rike, som var ett av världens mest utvecklade länder på sin tid.
Arkeologiska fynd, såsom en bevarad kilskriftsinskription, anger att den urartiska fästningen i Erebuni grundades 782 f.Kr. på order av kung Argisjti I av Urartu i utkanten av dagens Jerevan. Den skulle tjäna som en befästning för att skydda Urartu mot attacker från den norra delen av Kaukasus.
Kilskriftsinskriptionen på Erebunifästningen är följande:
| ” | Genom guden Khaldis storhet har Argishti, son av Menua, byggt denna mäktiga befästning och proklamerat den som Erebuni för Biainili [Urartu]s ära och för att ingjuta fruktan hos kungens fiender. Argishti säger: "Landet var en öken före de stora arbeten jag lät utföra på det. Genom Khaldis storhet är Argishti, son av Menua, en mäktig kung och härskare över Tushpa. | „ |

Under den period som Urartu hade sin höjdpunkt byggdes bevattningskanaler och vattenreservoarer i Erebuni och i området runtomkring. 

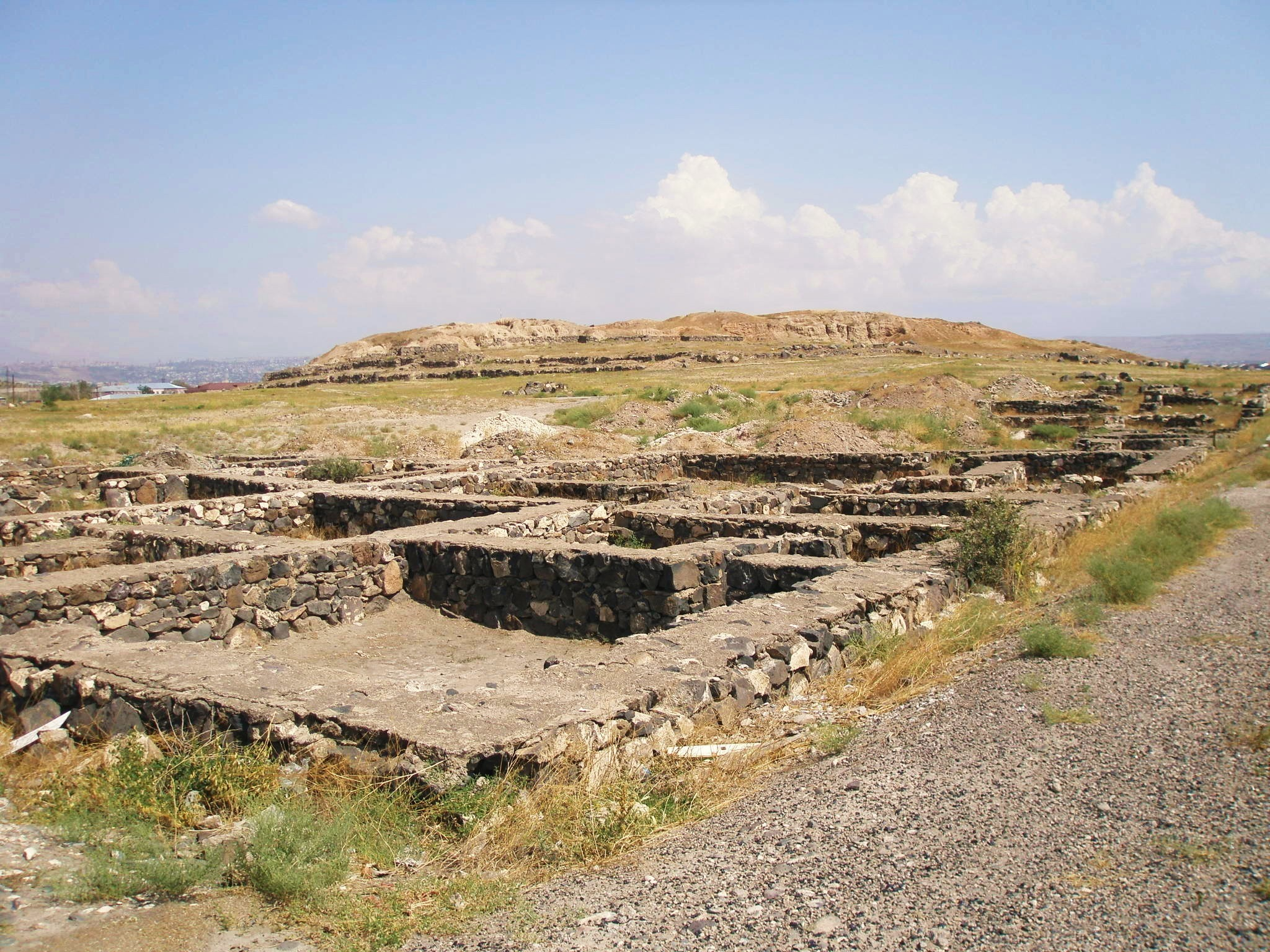
Grunden till guvernörsresidenset i Teishebaini lades under mitten av 600-talet f.Kr.

I mitten av 600-talet byggdes staden Teishebaini av Rusa II av Urartu omkring sju kilometer väster om Erebunifästningen. Den var en befäst stad som låg på den kulle som nu benämns Katmirö Blur och ligger i distriktet Shengavit i Jerevan. Den byggdes för att skydda Urartus östra gräns mot de barbariska kimmerierna och skyterna. Vid utgrävningar har återfunnits guvernörens residens som hade 120 rum över en yta på 40 000 kvadratmeter. Där fanns också en borg som var tillägnad den urartiska guden Tesheba. Anläggandet av staden Teishebaini, liksom av guvernörsresidenset och borgen, var färdigt mot slutet av 600-talet f.Kr. under Rusa III:s regeringstid. Teishebaini förstördes av en allians mellan meder och skyter år 585 f.Kr.

### Mediskt och akemenidiskt styre

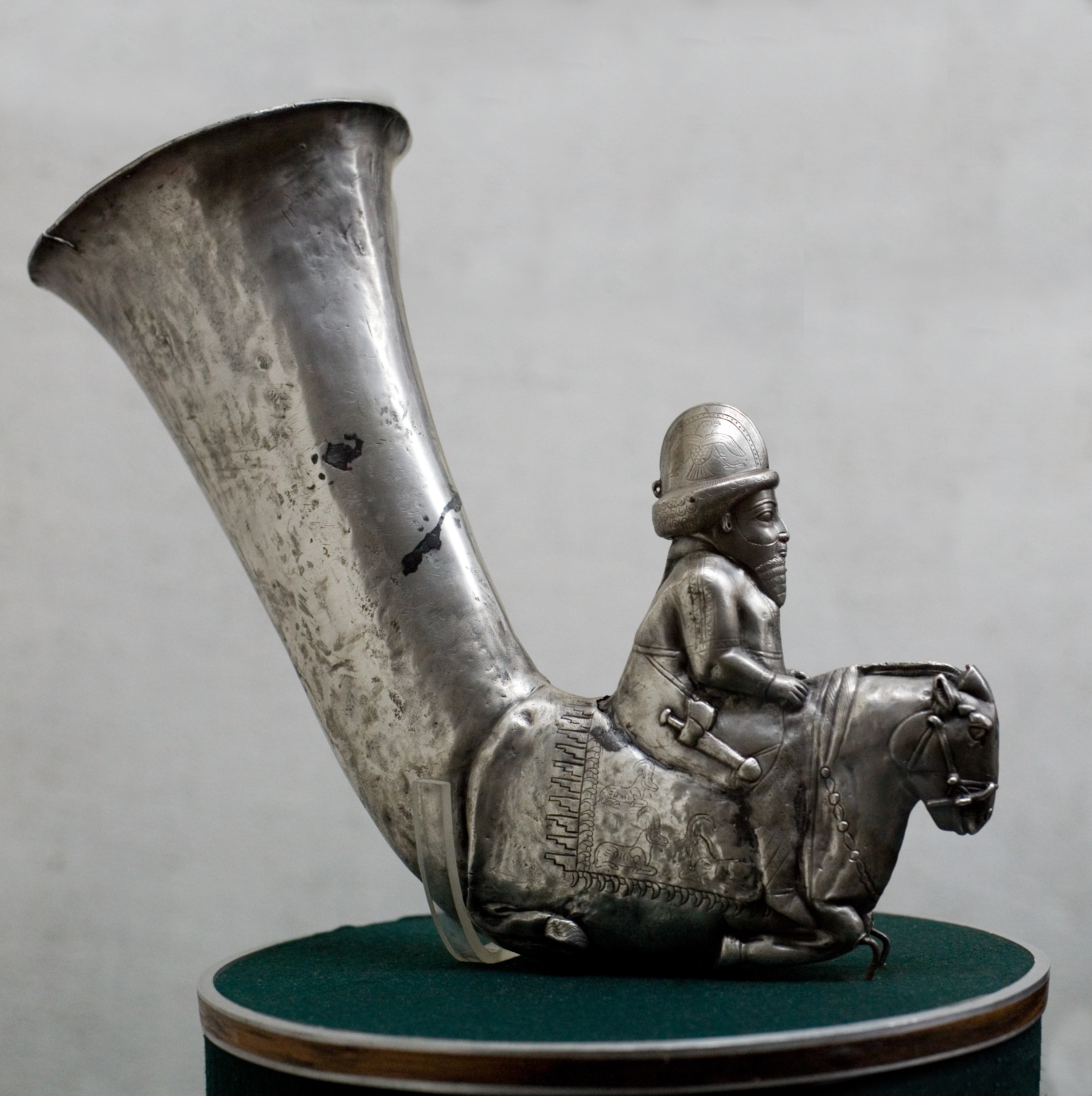
Akemenidisk rhyton från Erebuni

År 590 f.Kr., efter att kungariket Urartu fallit för mederna, blev Erebuni och det armeniska höglandet en del av riket Medien.
Medien besegrades redan 550 f.Kr. av Cyrus den store, varefter Erebuni blev del av det akemenidiska imperiet. Mellan 522 f.Kr. och 331 f.Kr. var Erebuni ett av de viktigaste centra i Satrapiet Armenien, en region som kontrollerades av Orontiddynastin, som en av satrapierna inom det akemenidiska imperiet. Satrapiet Armenien var indelat i två delar: den norra regionen och den södra regionen, med städerna Erebuni (Jerevan) och Tushpa (Van) som huvudort i respektive del.
Mynt som präglats 478 f.Kr. och många andra fynd från Erebunifästningen påvisar Erebunis betydelse som ett viktigt handelscentrum under den akemenidiska eran.
Under två sekel under akemenidiskt styre omvandlades Erebuni gradvis till en stad med persiskt utseende och persisk kultur.

### Kungariket Armenien
Huvudartikel: Kungariket Armenien'
Under Alexander den stores segerrika tid, och efter det akemenidiska imperiets nedgång, åstadkom de orontidiska härskarna över Satrapiet Armenien självständighet genom Slaget vid Gaugamela 331 f.Kr. De grundade Kungariket Armenien, varefter Erebunis betydelse gradvis minskade genom grundandet av nya städer som Armavir, Zarehavan, Bagaran och Jervandashat.
Med uppkomsten av Armeniens Artsjiddynasti, som kom till makten 189 f.Kr., utökades Armenien kraftigt och kom att inkludera stora områden av Mindre Asien, Atropatene, Iberien, Phoenicia och den historiska regionen Syrien. Artjidkungarna Artaxias I, Artavasdes I och Tigranes II hade uppfattningen att Erebuni och Tushpa var städer med persiskt arv, och de byggde i stället nya städer och handelscentra. Erebuni förlorade sin ställning som en central ort till Artjirat och Tigranokert.

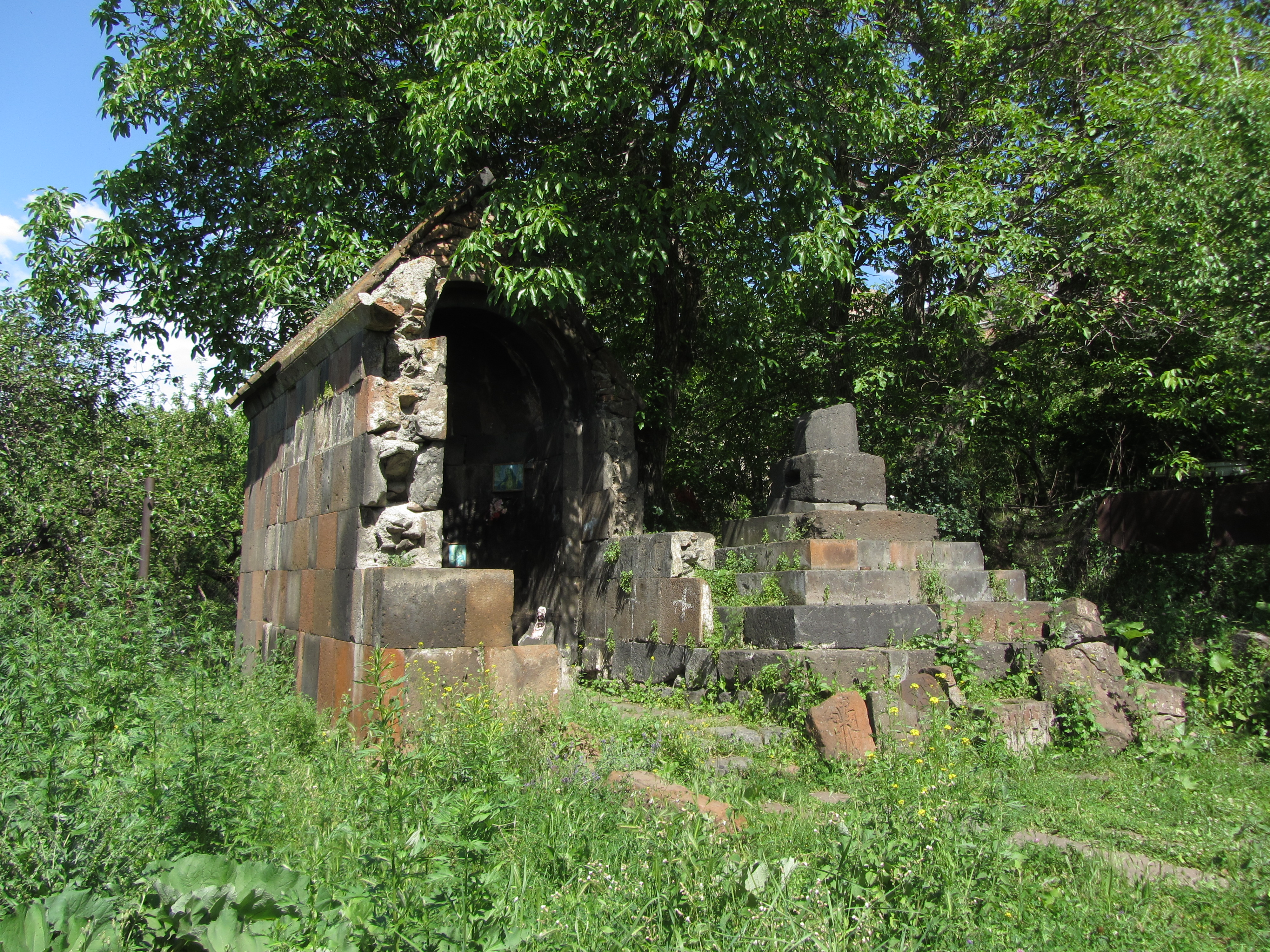
Ruinerna av Heliga Guds moders kapell i Avan i den norra delen av nuvarande Jerevan

Under Arsaciddynastin 54–428 efter Kristus blomstrade många städer runt Erebuni, bland andra Vagharshapat och Dvin, men inte Erebuni, som tappade i betydelse.
Armenien blev en kristen nation under första delen av 300-talet, under Arsacidkungen Trdat III:s regeringstid.

### Den sasanidiska perioden

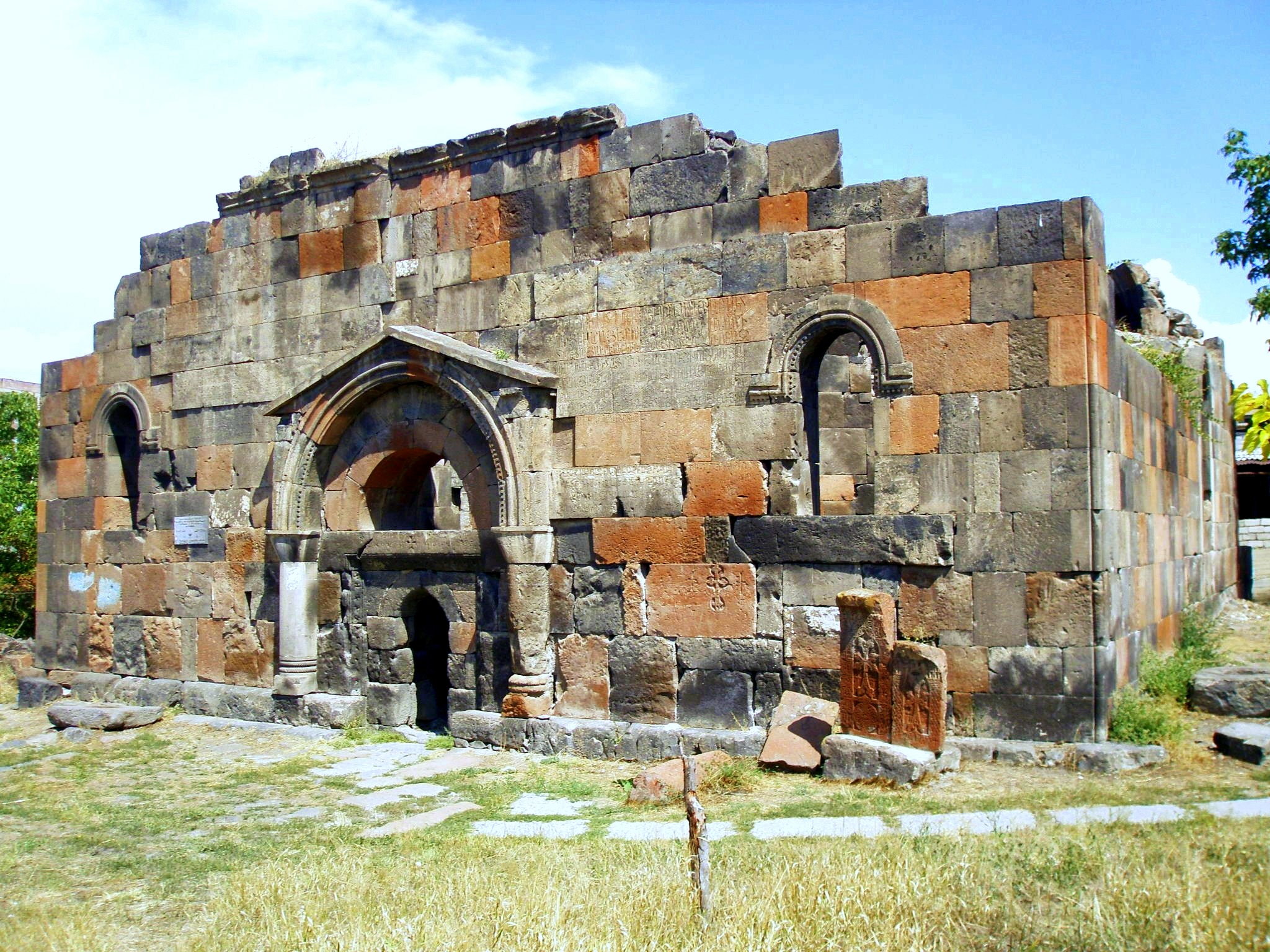
Heliga Guds moders Katoghike kyrkan i Avan från 500-talet

Efter uppdelningen av Armenien av det Byzantinska imperiet och det Sasanidiska imperiet 387 och 428 e.Kr. kom Erebuni och hela det östra armeniska området under sasanidiskt styre. De armeniska områdena bildade provinsen Persiska Armenien inom det sasanidiska imperiet.
På grund av Erebunis minskade betydelse, och också i brist på historiska uppgifter, är mycket av stadens historia under sasaniderna ej känd.
Heliga Guds moders Katoghike kyrkan i Avan i nuvarande distriktet Avan i Jerevan, byggd mellan 595 och 602 e.Kr. under sasanidiskt styre, är den äldsta kyrkoruinen inom den nuvarande staden Jerevans gränser. Kyrkan skadades under Jordbävningen i Armenien 1679.
Provinsen Persiska Armenien varade till 656 e.Kr., då den upplöstes efter Den muslimska erövringen av Persien.

### Arabisk islamsk invasion

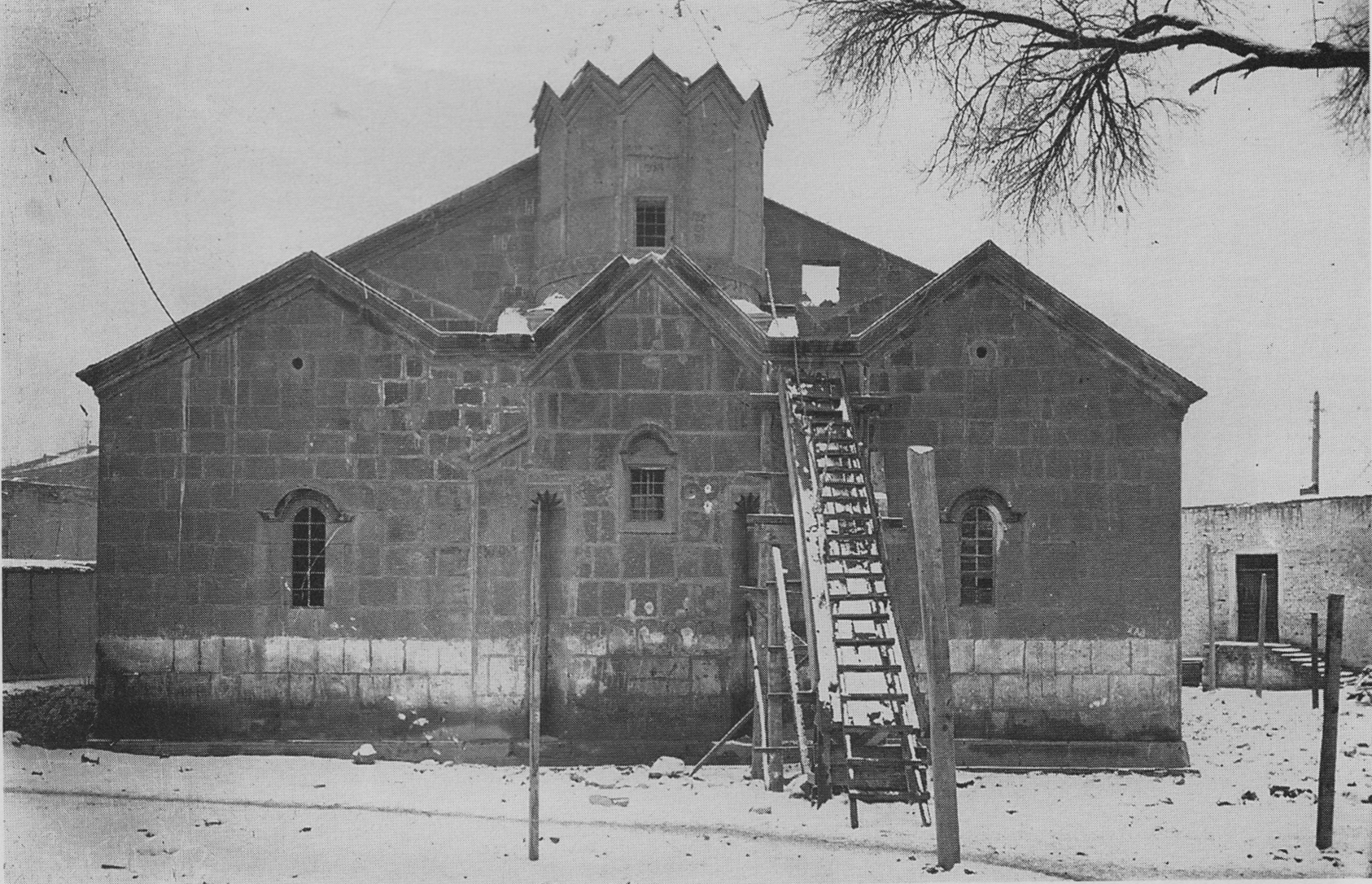
600-talskyrkan Heliga Guds moders kyrka, riven 1936.

År 658, när de arabiska islamska invasionerna var som intensivast, erövrades Erebuni under erövringen av Persien. Staden ingick därefter i Emiratet Armenien under Umayyadkalifatet. Staden Dvin blev centrum för emiratet. Från denna period ökade de armeniska områdena i strategisk betydelse på grund av den handel som araberna utvecklade. De blev en korsningspunkt för arabiska karavanvägar som gick mellan Europa och Indien över den arabkontrollerade armeniska Araratslätten. Sannolikt blev namnet Jerevan för Erebuni etablerat på 600-talet.

### Bagratidernas Armenien
Efter två sekler av arabiskt styre över Armenien ledde Bagratidprinsen Ashot I av Armenien en revolt mot Abbasidkalifatet. Ashot I befriade Jerevan 850 och erkändes som Prinsernas prins av Armenien av abbasidkalifen al-Musta'in 862. Ashot kröntes senare som kung av Armenien genom beviljning av kalifen al-Mu'tamid 885. Under den armeniska Bagratunidynastin mellan 885 och 1045, var Jerevan en tämligen säker del av det armeniska kungadömet tills detta föll för det Bysantinska imperiet.
Jerevan hade dock ingen strategisk betydelse under bagratiderna, vilka utvecklade många andra av den dåvarande provinsen Ayrarats städer, som Shirakavan, Dvin och Ani.

### Seljukperioden, Zakaridiska Armenien och mongoliskt styre

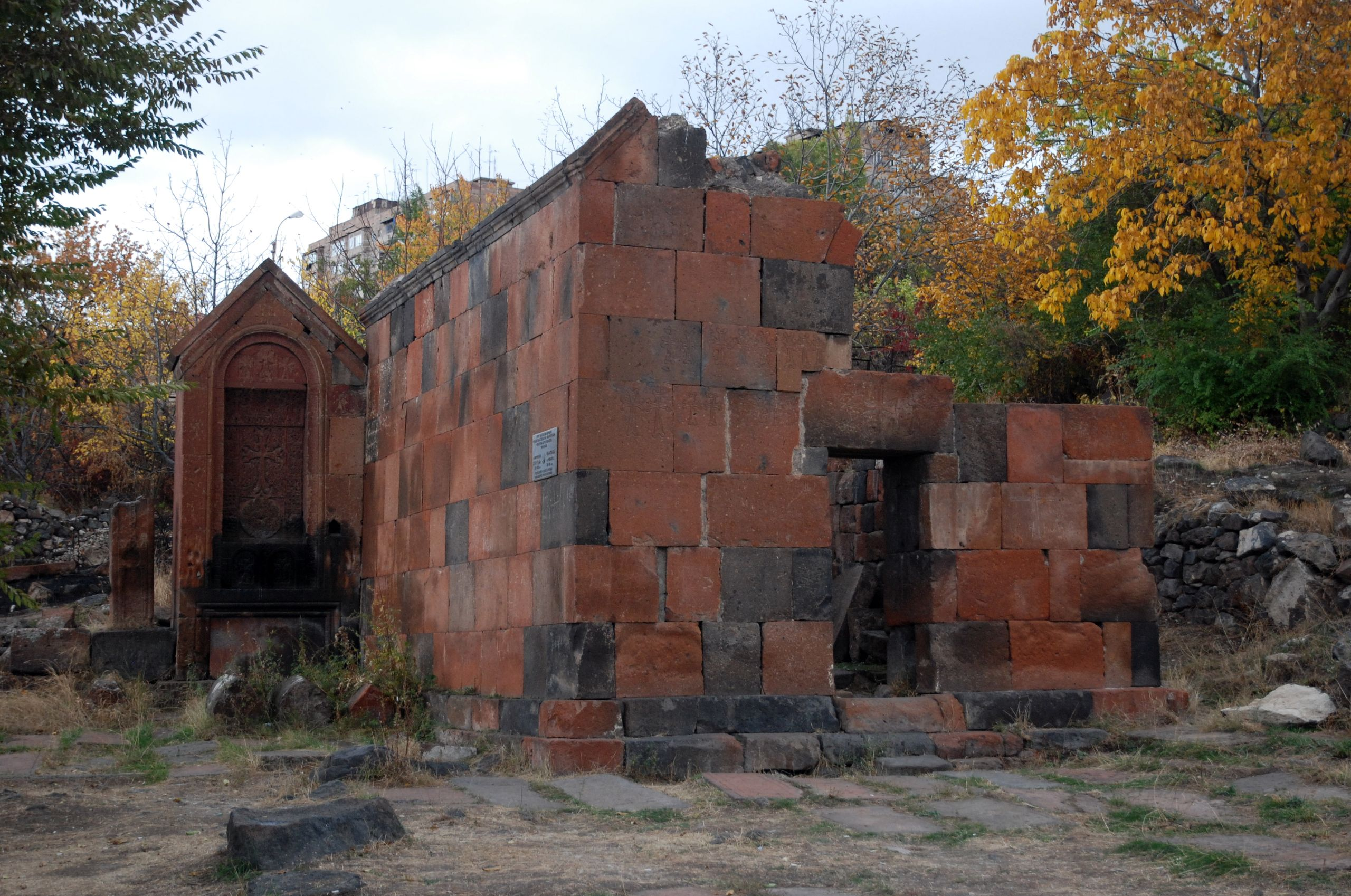
Ruinerna av Sankt Hovhannes kapell i Avan från 1100–1200-talen

Efter en kortvarig period av bysantinskt styre över Armenien mellan 1045 och 1064 erövrades landet av invaderande seljuker. Dessa leddes av Togrul Beg och senare av hans efterträdare Alp Arslan, och styrde över hela regionen, inklusive Jerevan. Under protektoratet Georgien etablerades 1201 Zakaridiska furstendömet Armenien, i vilket Jerevanområdet och Loriprovinsen hade växt och fått ökad betydelse. Efter det att mongolerna erövrat Ani 1236, blev Armenien ett mongoliskt protektorat som en del av Ilkhanatet och zakariderna blev vasaller till de mongoliska härskarna. Efter det att Ilkhanatet fallit vid mitten av 1300-talet, styrde zakaridprinsar över Lori, Shirak och Araratslätten fram till 1360, när de föll mot invaderande turkiska stammar.

### Aq Qoyunlu- och Kara Koyunlustammarna

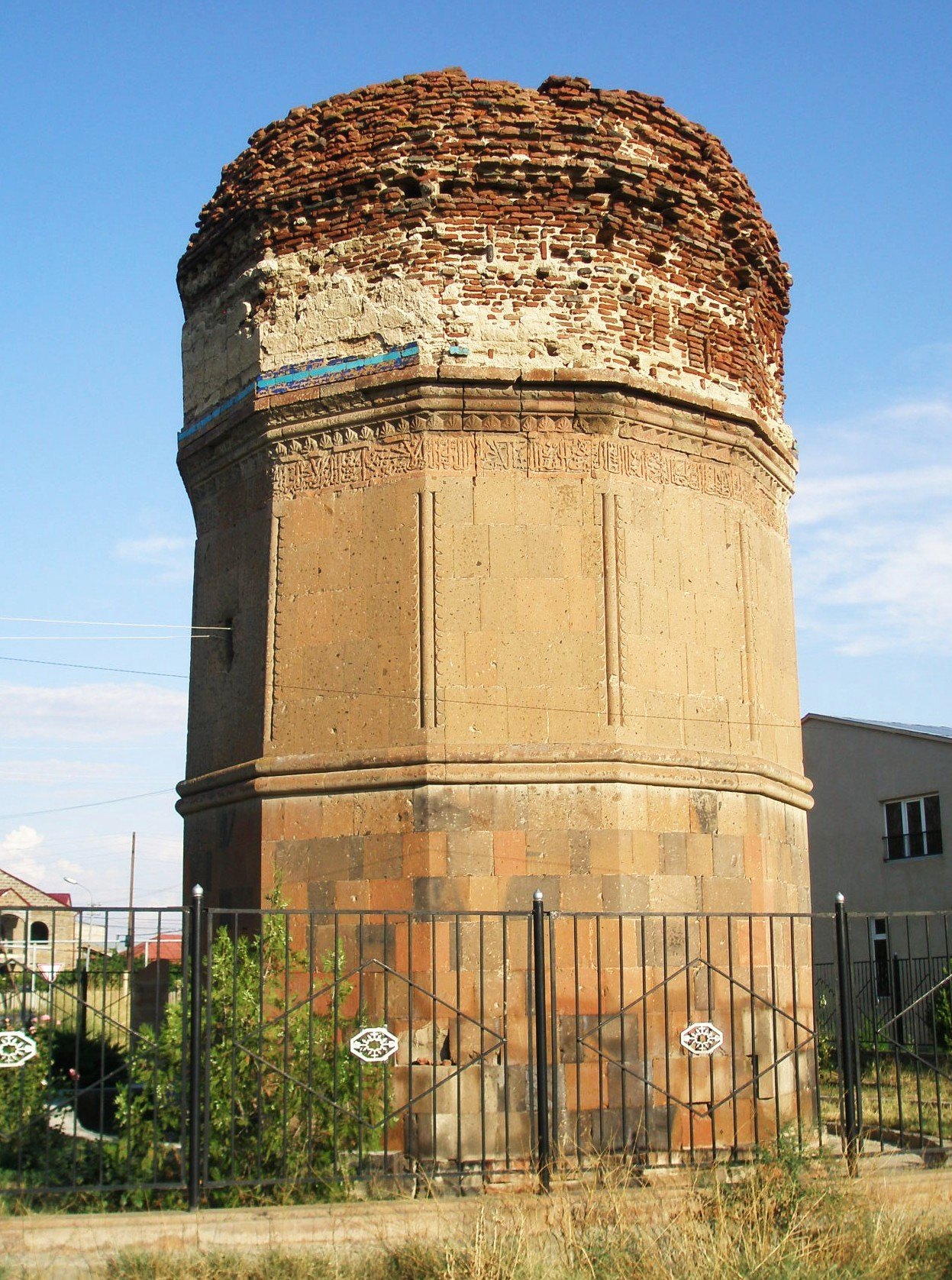
Kara Koyunluemirernas mausoleum i Argavand, nära Jerevan

Under de sista decennierna under 1300-talet tog den sunnimuslimska oghuzturkmenska Aq Qoyunlustammen över Armenien, inklusive Jerevan. År 1400 invaderade Timur Lenk Armenien och Georgien och tog över 60.000 överlevande som slavar. Många distrikt, såsom Jerevan, avfolkades.
År 1410 föll Armenien under kontroll av den shiamuslimska oghuzturkmenska Kara Koyunlustammen. Under de första åren var det ganska fridfullt och viss återuppbyggnad av städerna skedde. Kara Koyunlusturkmenerna gjorde Jerevan till centrum i det bildade administrativa området Chukhur Saad, namngivet efter den turkiska ledaren Emir Saad.
Den fridfulla perioden tog slut med Qara Iskanders uppgång mellan 1420 och 1436. Denne förödde landet. Iskanders krigståg och slutliga fall mot det timuridiska imperiet ledde till fortsatt förödelse i Armenien, då ännu fler armenier togs till fånga och såldes som slavar. 
Armeniska kungadömet Kilikien föll 1375. Detta ledde till att den Armeniska apostoliska kyrkans högkvarter 1441 flyttades från Sis tillbaka till Vagharshapat nära Jerevan. På så sätt kom Jerevan att bli Armeniens ekonomiska, kulturella och administrativa centrum.

### Iranskt styre
Huvudartikel: Khanatet Jerevan

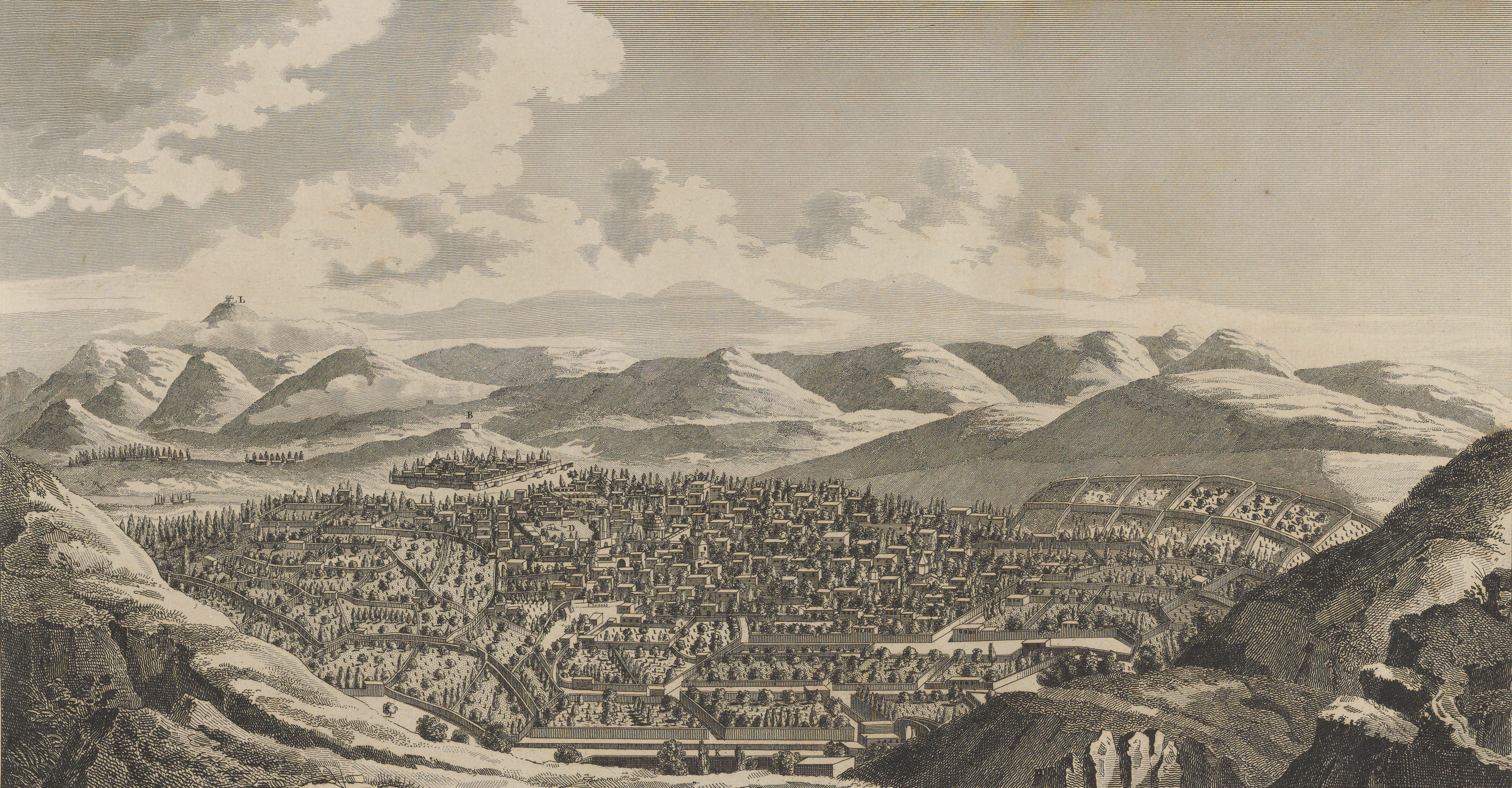
Jerevan avbildad av Jean Chardin 1673

En snabb militärkampanj 1501–02 ledde till att större delen av östra Armneien, inklusive Jerevan, erövrades av den uppåtgående safavidiska dynastin i Iran under shahen Ismail I. Jerevan blev då centrum för det administrativa provinsen Erivan Beglarbegi. Efter att ha haft omväxlande perser och turkar som herrar under flera decennier, stabiliserades Jerevan under persiskt styre under Safaviddynastin, slutligen överenskommet 1556 genom Freden i Amasya.
Åren 1582–1583 hade ottomanerna under Serdar Ferhad Pasha en kortvarig kontroll över Jerevan. Ferhad Pasha lät bygga Jerevanfästningen på ruinerna av en tusenårig gammal armenisk fästning vid floden Hrazdan.
Perserna återtog makten över Jerevan 1604 i Ottoman–safavidkriget 1603–1618.
Shah Abbas den store, som styrde mellan 1588 och 1629 beordrade att ett stort antal armenier, inklusive stadsbor från Jerevan, skulle deporteras till det egentliga Persien. Till följd av detta sjönk Jerevans armeniska befolkningsandel till 20 procent av hela stadsbefolkningen. Armenierna bodde framför allt i stadsdelen Kond och i byarna utanför staden.

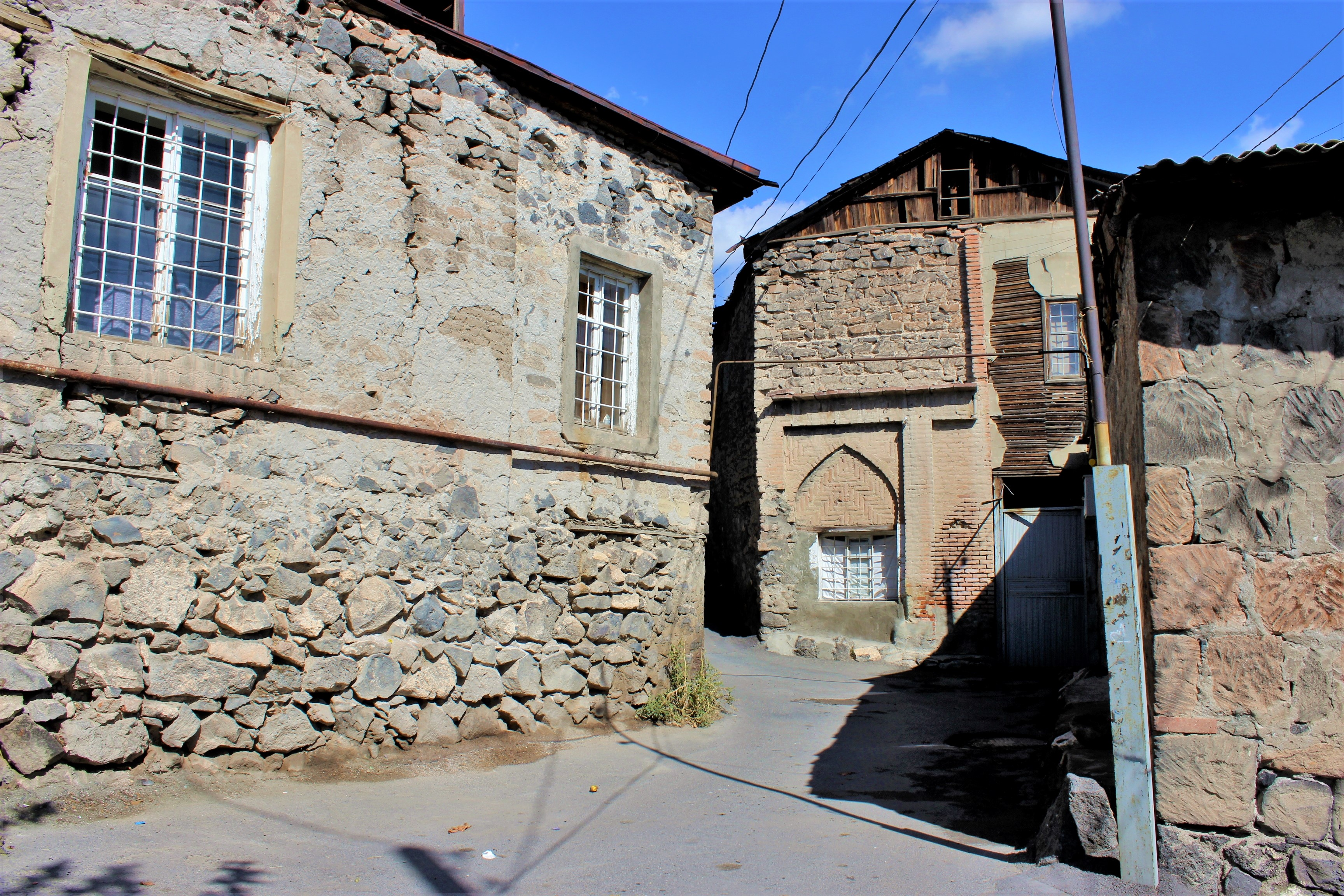
Stadsdelen Kond byggdes upp under 1600-talet

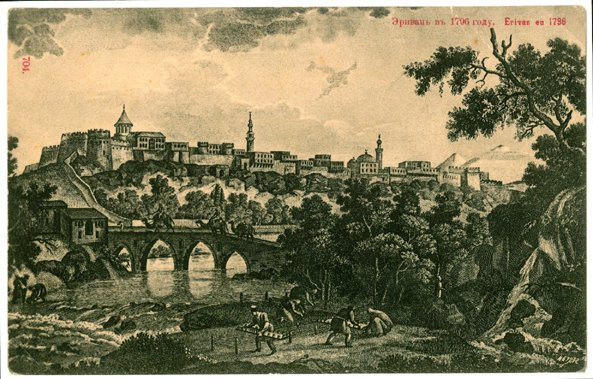
Jerevan 1796 under Qajardynastin, av G. Sergeevich. En armenisk kyrka ses till vänster och en persisk moské till höger.

Under det andra Ottoman-safavidkriget, erövrade ottomanska trupper under befäl av sultanen Murad IV Jerevan 1635. Persiska trupper under befäl av Shah Safi återtog staden 1636. 
Den 7 juni 1679 drabbades Jerevan av den förödande Jordbävningen i Armenien 1679, som hade sitt epicenter strax öster om staden. 
År 1724 belägrades Jerevanfästningen av en ottomansk armé och föll efter någon tid. Efter en kort tid av ottomanskt styre över östra Armenien 1724–1736 blev Jerevan del av det nybildade Khanatet Jerevan under den iranska Afshariddynastin. Afshariderna kontrollerade östra Armenien fram till 1790-talet. Efter denna dynastis fall övertog den iranska Qajardynastin makten fram till 1828, då regionen erövrades av det ryska imperiet i Rysk-persiska kriget 1826–1828.

### Det ryska imperiet

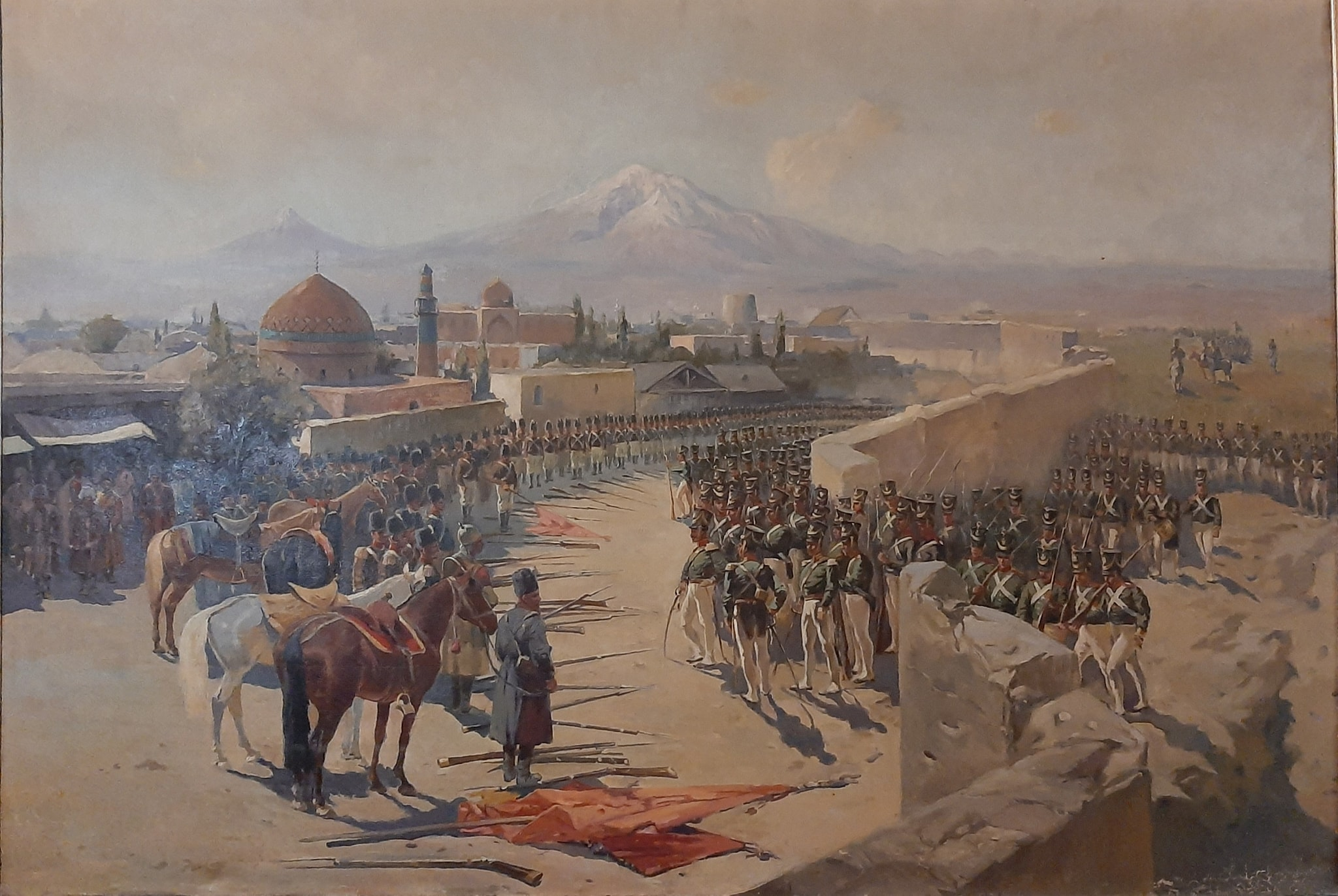
Franz Roubauds målning av Erövringen av Jerevan 1827

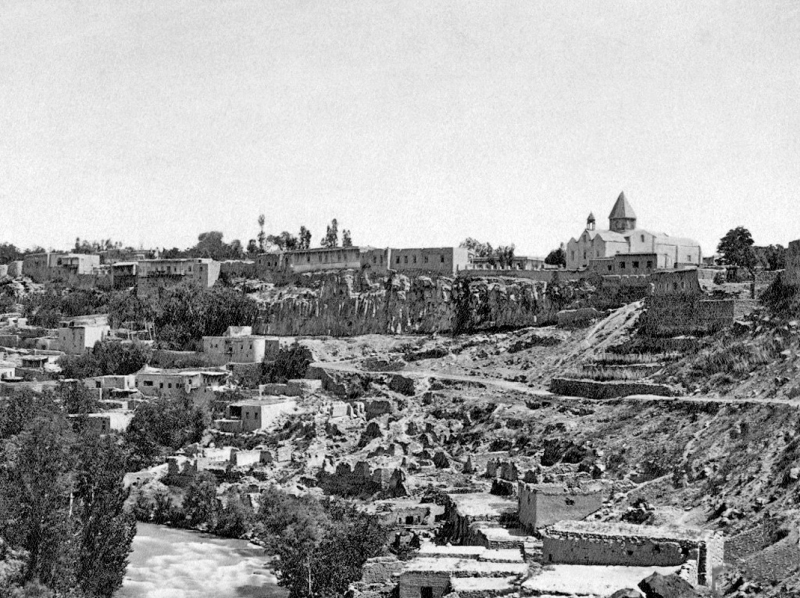
Stadsdelen Dzoragyugh, 1800-talet

Huvudartiklar: Armenien oblast och Guvernementet Jerevan
Armenien var mellan 1828 och 1918 inlemmat i Ryska imperiet efter det att ryssarna vunnit Rysk-persiska kriget 1826–1828. Jerevan, med Jerevans fästning, erövrades i oktober 1827 Efter tre århundraden av persiskt styre ingick Jerevan och övriga östra Armenien i Armenien oblast. Ryssarna understödde bosättningen av återvändande armenier från Persien och Turkiet. Därmed ökade armeniernas andel av Jerevans befolkning till 54 procent under deras styre. År 1829, repatrierades armenier från Persien och bosatte sig i Jerevan, där nya bostadsområden uppfördes. 
Jerevan var huvudort i Armenien oblast 1828–1840. Därefter bildades det större "Guvernemnetet Georgien-Armenien" och 1850 bildades Guvernementet Jerevan, som omfattade 28.000 km² och hade Jerevan som huvudort. 

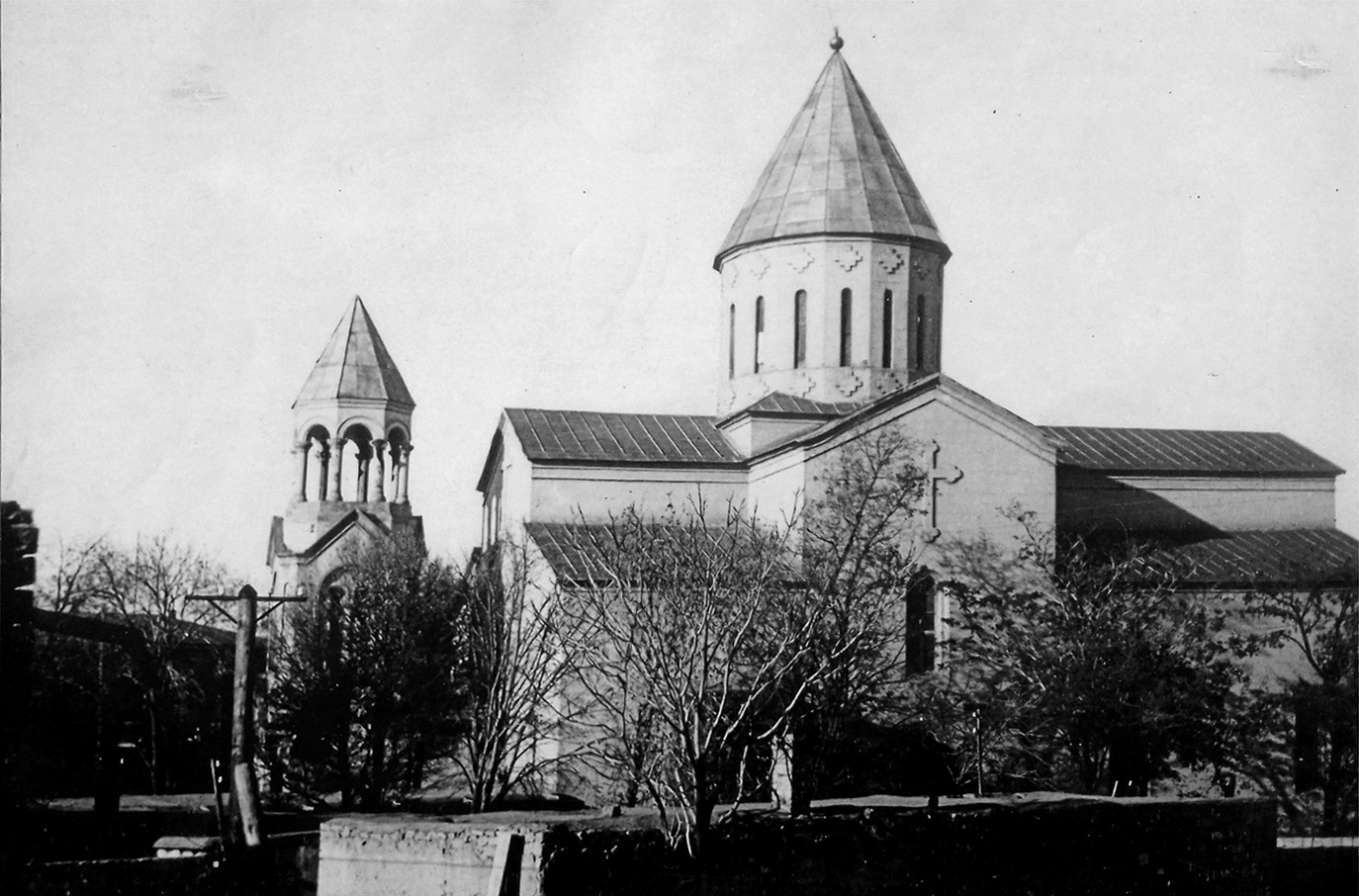
Sankt Gregorius Upplysarens kyrka i Jerevan, invigd 1900

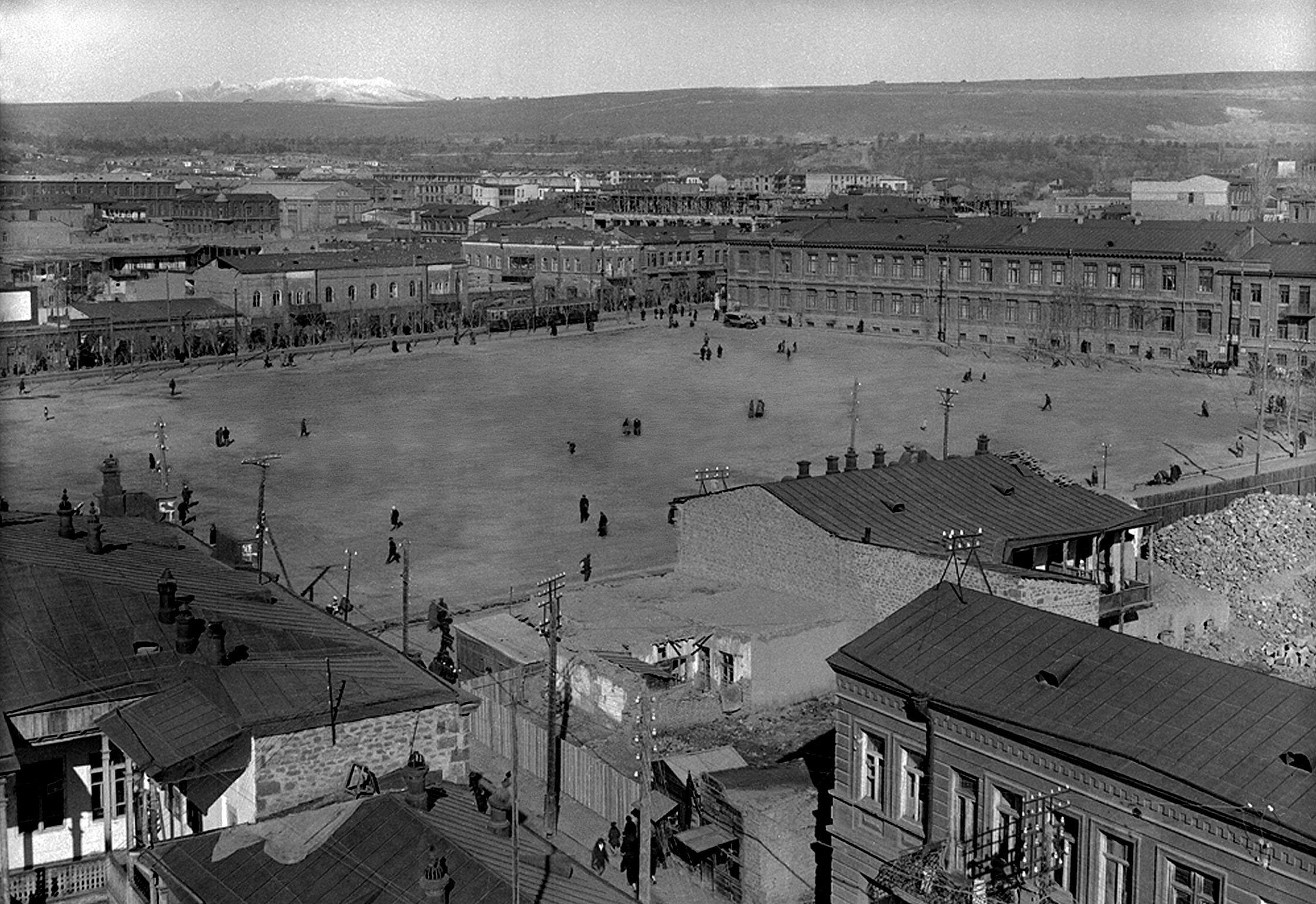
Republikens plats 1916

Jerevan var vid denna tid en liten stad med smala gator och gränder, även i de centrala stadsdelarna Shahar och Ghantar, det senare affärscentrum. Bostadsområden var Kond, Dzoragyugh, Nork och Shentagh. Under 1840- och 1850-talen grundades många skolor i staden. Jerevans första stadsplan antogs 1856. Engelska parken anlades enligt denna plan och 1863 öppnades det ombyggda huvudstråket Astafyangatan, senare omdöpt till Abovjangatan. Jerevans första teater öppnade 1879. Den monumentala Sankt Gregorius Upplysarens kyrka invigdes 1900. Elektricitet infördes 1907 och telefonsystem 1913. 
Vid början av 1900-talet hade Jerevan omkring 29.000 invånare.

### Armeniska socialistiska sovjetrepubliken
Huvudartikel: Armeniska SSR

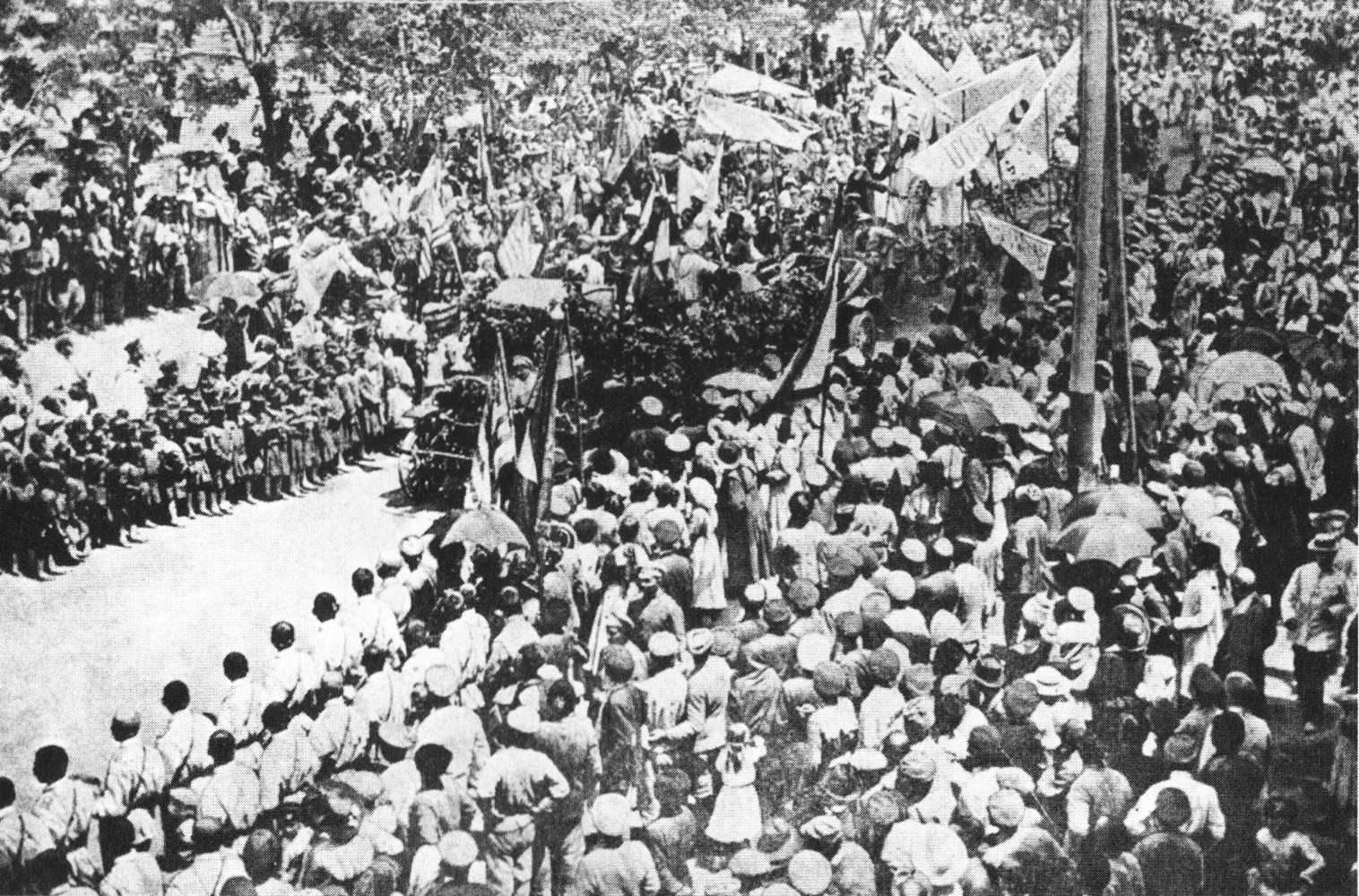
Firande av ettårsdagen av Armenians första republik 1919

Efter Ryska revolutionen var Armenien kortvarigt självständigt mellan 1918 och 1920. Jerevan var då fortfarande en liten stad med omkring 30.000 invånare. Efter oktoberrevolutionen 1917 i Ryssland bildade Armenien, Azerbajdzjan och Georgien den Transkaukasiska demokratiska federativa republiken i februari 1918 och proklamerade landet självständigt. Turkiska trupper erövrade först Alexandropol och rörde sig därefter den 21 maj mot Jerevan via Sardarapat.

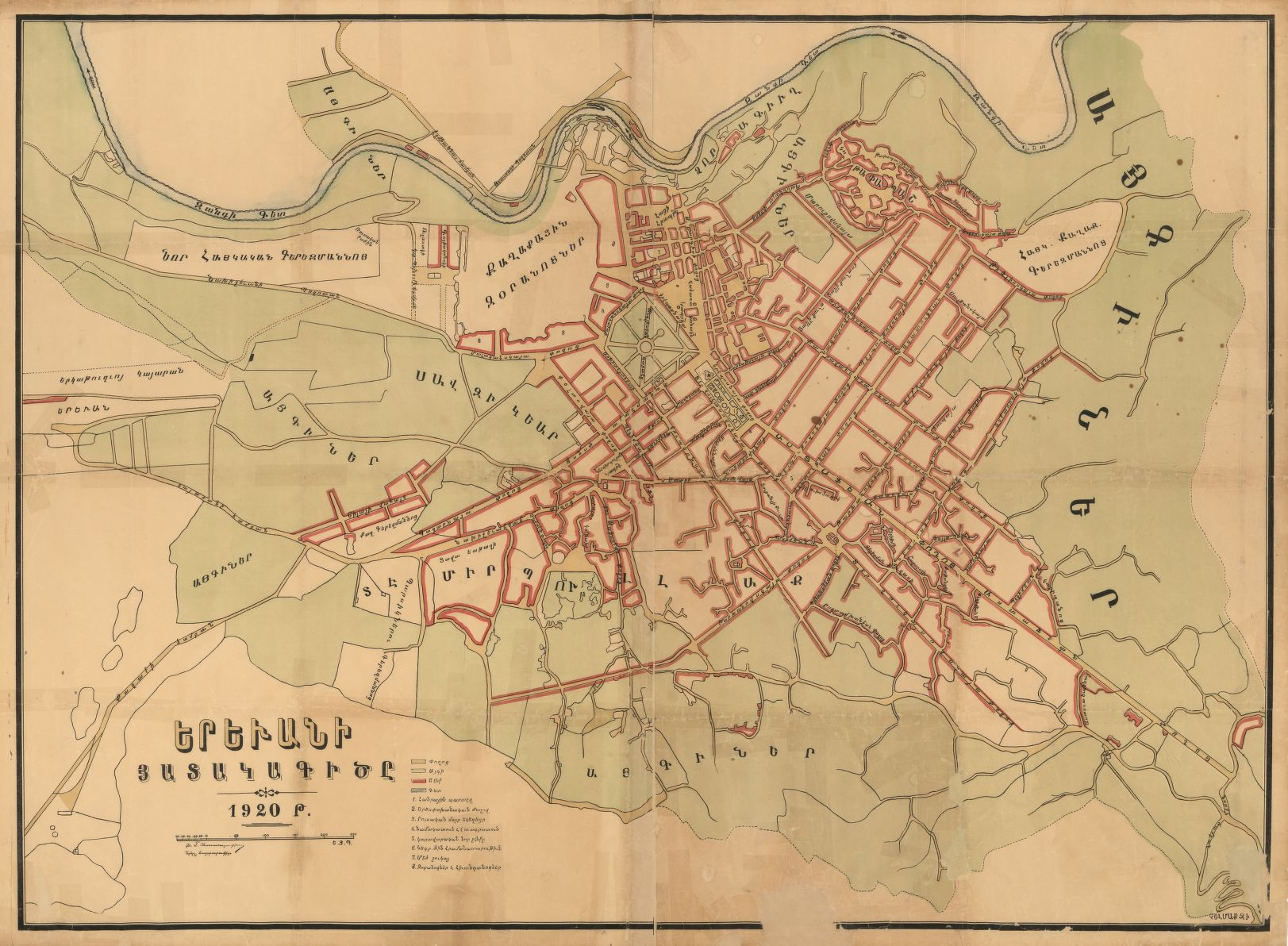
Karta över Jerevan 1920, före stadsplanen 1924

I slutet av 1918 lyckades armenierna besegra turkarna i slagen vid Sardarapat, Aparan och Karakilisa. Därefter utropade den 28 maj 1918 Aram Manukian Armeniens självständighet, varefter Jerevan blev huvudstad i Republiken Armenien. 
Vid denna tidpunkt tog Jerevan emot över 75.000 flyktingar från Västarmenien, som flydde från osmanska massakrer under Armeniska folkmordet.
Efter drygt två år av självständighet föll Jerevan till bolsjevikerna och inkorporerades i Sovjetryssland den 2 december 1920. Efter en tillfällig nationalistisk seger i februari 1921, återtog Röda armén makten den 2 april 1921.

### Inom Sovjetunionen
I mars 1922 bildades en union av sovjetrepublikerna i Transkaukasien som senare samma år blev en gemensam delstat i Sovjetunionen, Transkaukasiska SFSRT, med Tiflis som huvudstad. År 1936 upplöstes den federativa sovjetrepubliken, och de tre länderna blev separata rådsrepubliker i Sovjetunionen: Armeniska SSR, Azerbajdzjanska SSR och Georgiska SSR. 
Mellan 1936 och 1991 var Jerevan huvudstad för Armeniska socialistiska socialistrepubliken. 

Under slutet av 1980-talet började en väpnad konflikt med Azerbajdzjanska SSR över området Nagorno Karabach.

### Det nutida Armenien
Efter en folkomröstning den 21 september 1991, där 99,51 % av rösterna var för självständighet, utropades den självständiga nationen Republiken Armenien.

## Administrativa distrikt

Karta över Jerevans tolv distrikt

Jerevan är indelat i tolv administrativa distrikt.
| Distrikt         | Armeniska        | Invånarantal (Folkräkningen 2011 | Invånarantal Beräkning 2016 | Yta (km²) |
| ---------------- | ---------------- | -------------------------------- | --------------------------- | --------- |
| Ajapnyak         | Աջափնյակ         | 108 282                          | 109 100                     | 25,82     |
| Arabkir          | Արաբկիր          | 117 704                          | 115 800                     | 13,29     |
| Avan             | Ավան             | 53 231                           | 53 100                      | 7,26      |
| Davtashen        | Դավթաշեն         | 42 380                           | 42 500                      | 6,47      |
| Erebuni          | Էրեբունի         | 123 092                          | 126 500                     | 47,49     |
| Kanaker-Zeytun   | Քանաքեր-Զեյթուն  | 73 886                           | 74 100                      | 7,73      |
| Kentron          | Կենտրոն          | 125 453                          | 125 700                     | 13,35     |
| Malatia-Sebastia | Մալաթիա-Սեբաստիա | 132 900                          | 135 900                     | 25,16     |
| Nork-Marash      | Նորք-Մարաշ       | 12 049                           | 11 800                      | 4,76      |
| Nor Nork         | Նոր Նորք         | 126 065                          | 130 300                     | 14,11     |
| Nubarashen       | Նուբարաշեն       | 9 561                            | 9 800                       | 17,24     |
| Shengavit        | Շենգավիթ         | 135 535                          | 139 100                     | 40,6      |

## Geografi och klimat
Jerevan ligger på den östra kanten av Araratslätten på mellan 900 och 1 300 meters höjd vid floden Hrazdan, som i sin tur rinner ut i den större Arax, gränsflod till Turkiet. Jerevan har kontinentalt klimat med varma, torra somrar och relativt kortare, men kalla, vintrar.

## Demografi
Från sitt ursprung som en liten by har Jerevan utvecklats till huvudstad i Armenien och en storstad med mer än en miljon invånare. Vid ryssarnas erövring av staden 1837 hade staden sex offentliga parker, 851 butiker, sju karavanserajer, tio offentliga bad och drygt 1 700 bostadshus för omkring 12 500 invånare. År 1989 hade staden 1,2 miljoner invånare, det vill säga en tredjedel av hela landets befolkning.
Fram till självständigheten från Sovjetunionen 1991 hade Armenien många minoriteter: ryssar, kurder, azarer och iranier. Den azeriska minoritetsbefolkningen lämnade i sin helhet landet i samband med kriget om Nagorno-Karabach 1988–1994. Den ekonomiska krisen 1990 fick en stor del av den ryska minoritetsgruppen att emigrera. Numera är Jerevan mer dominerat av armenier än tidigare. 
Liksom i många andra tidigare republiker i Sovjetunionen har många emigrerat efter 1991. Jerevans befolkning var som störst, 1,25 miljoner invånare 1989. 

### Befolkningsutveckling i Jerevan mellan 1827 och 2007
Källor: Municipalité d'Erevan, ArmStat, pop-stat.mashke.org

## Vägnät

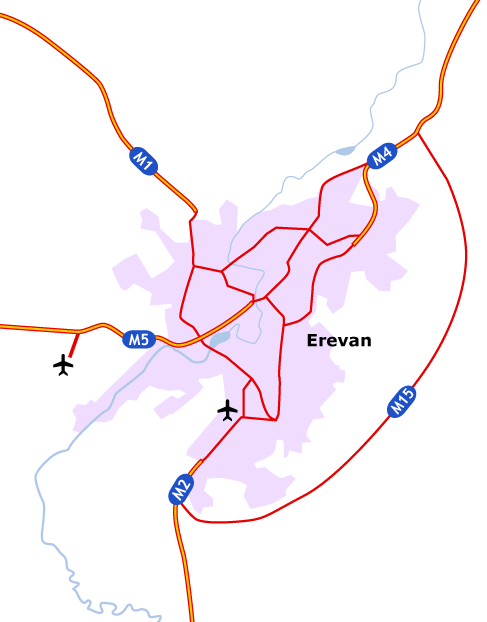
Jerevans huvudvägnät

Jerevan är planerat med delvis breda gator. Ett tjugotal breda gator i Kentron är genomfartsgator med god kapacitet. Några av dessa artärer är Mesrop Mashtotsavenyn, Marskalk Baghramianavenyn, Sayat-Novaavenyn, Abovjangatan, Tigran Metzgatan och Norra avenyn.
För att korsa floden Hrazdan djupa ravin finns tre huvudbroar: Davtashenbron, Stora bron över Hrazdan och Segerbron.
Utanför de stora genomfartsgatorna i innerstan finns ett vägnät av expressvägar:
- Motorvägen M1 i riktning mot Asjtarak och Gjumri
- Motorvägen M2 i riktning mot Artasjat, Goris, Kapan och Iran
- Motorvägen M4 i riktning mot Sevan, Dilidzjan och Idzjevan
- Motorvägen M5 Jerevans internationella flygplats Zvartnots, Etjmiadzin och Armavir
- Väg M15, som är sorts nordsydlig omfartsväg som länkar till M4 i höjd med Abovjan och till M2 söder om Jerevan

## Religion
Huvudartikel: Lista över kyrkobyggnader i Jerevan

### Armeniska apostoliska kyrkan
Armeniska apostoliska kyrkan är den dominerande religiösa institutionen i Armenien. Kyrkan Apostlarna Paulus och Petrus kyrka från 400-talet i Erebuni, som revs i november 1930 under sovjeteran, var bland de tidigaste kyrkobyggnaderna över huvud taget. Flera av de antika och medeltidskyrkorna i staden revs under 1930-talet, då kyrkan förföljdes. 
Det styrande organet inom den armeniska kyrkan i Jerevan är Ararats påvestift, med Sankt Sarkiskatedralen som säte. Det är den armeniska kyrkans  största stift och ett av de äldsta kristna stiften i världen. Det omfattar staden Jerevan och provinsen Ararat.
Jerevan har världens största armeniska kyrkobyggnad, Sankt Gregorios Upplysarens katedral, som invigdes 2001. År 2017 fanns 17 armeniska kyrkor i bruk och fyra kapell i staden. 

### Ryska ortodoxa kyrkan
Efter Jerevans erövring 1827 under Rysk-persiska kriget 1826–1828 byggdes flera rysk-ortodoxa kyrkor. Sankt Nikolajkatedralen invigdes under andra hälften av 1800-talet och var den största rysk-ortodoxa kyrkan i staden. Heliga Guds moders beskydds kyrka i Kanaker invigdes 1916 i nuvarande distriktet Kanaker-Zeytun.
Flertalet rysk-ortodoxa kyrkor antingen stängdes eller revs under 1930-talet. Sankt Nikolajkatedralen revs 1931, medan Heliga Guds moders beskydds kyrka i Kanakerhe stängdes och först omvandlades till en lagerlokal och senare till militärklubb. Religiösa ceremonier återupptogs i kyrkan 1991 och 2004 tillbyggdes den med en kupol och ett klocktorn. År 2010 påbörjades bygget av en ny Heliga korsets rysk-ortodoxa kyrka. Den invigdes 2017.

### Andra religioner
Under mitten av 1800-talet fanns åtta moskéer i Jerevan. Den är idag den enda moskén i Armenien och betjänar i första hand iranska shiabesökare. 
I Jerevan finns också små församlingar av yazidier, molokaner, armeniska nyhedendomsanhängare, Bahaianhängare och judar. Det finns också olika antitrinitaristiska församlingar, vilka betraktas som farliga sekter av den statsstödda Armeniska apostoliska kyrkan.

## Offentliga parker

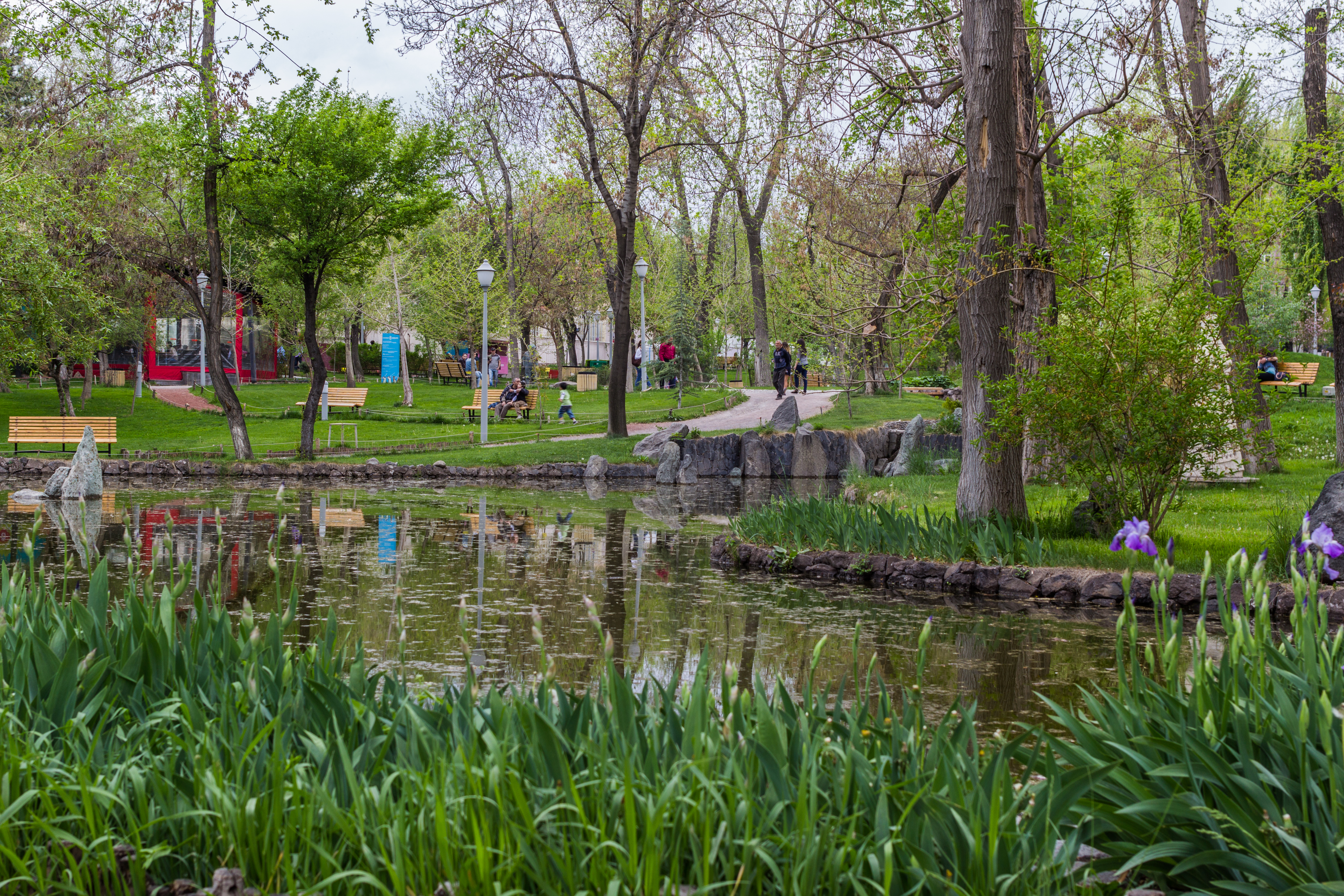
De förälskades park

Huvudartikel: Lista över parker i Jerevan
Jerevan är en tättbebyggd stad, men har samtidigt ett flertal offentliga medelstora parker. Den äldsta parken är Lyonparken i distriktet Erebuni kring en stor damm. Den har en yta på 17 hektar och har traditioner ända tillbaka till kung Argishti I av Urartu under 700-talet f.Kr. Den renoverades 2011 och döptes därefter till Lyonparken efter Jerevans franska systerstad.
De förälskades park vid Marskalk Baghramianavenyn och Engelska parken i stadens centrum anlades på 1700-talet respektive 1800-talet. Jerevans botaniska trädgård, som öppnade 1935, Segerparken, som anlades på 1950-talet, och Ringparken tillhör de större parkerna i staden.
Jerevansjön är en vattenreservoir med en yta på 0,65 km² som invigdes 1967 i floden Hrazdans flöde söder om stadens centrum.

## Sport
- FC Alashkert (fotbollsklubb)
- FK Ararat-Armenia Jerevan (fotbollsklubb)
- FK Ararat Jerevan (fotbollsklubb)
- Artsakh FC (fotbollsklubb)
- Banants Jerevan (fotbollsklubb)
- FC Pjunik (fotbollsklubb)
- Ulisses Jerevan (Upplöst fotbollsklubb)
- FC Mika (Upplöst fotbollsklubb)